# 伍参
伍参（？—？），伍氏，名参，春秋时期楚国大夫，其後人有伍奢、伍子胥。

## 簡介
前597年，楚庄王率军围攻郑国。六月，晋国三军出动，救援郑国。此时楚庄王已降服了郑国，驻军于郔地（今河南省鄭州市），准备在黄河讓馬喝水後就回国，楚庄王听说晋军已经渡过黄河，便想要班師回楚，楚王的近臣伍参要求跟晉兵交戰。
令尹孙叔敖不想打，说：「去年攻陈国，今年攻郑国，國家戰爭已經太多了，打不贏的話，就算把伍參殺了，他的肉够大家喫麼？」意思指如果打不贏，伍参死了都不能贖罪。但伍参針鋒相對：「如果作战得胜，就是孙叔敖無谋。不能得胜，我的屍體将会在晋军那里，你們怎麼喫得到呢？」孙叔敖身為令尹，並不在乎伍參的話。見楚王按兵不動，便先行回车向南，倒转旌旗，准备回国。
伍参对楚庄王说：「晋国执政的荀林父是新人，不能行使命令。他的副手先縠刚愎不仁，不肯听从命令。他们三軍的統帥想要自行處事，但沒有權力；想听命行事，而沒有上级，他們士兵要听从谁的命令？这一戰，晋军一定失败。况且我军由國君統領，敵軍卻只由一個臣子來領軍，撤退的話，就是楚國君王逃避一個晉國小臣，我們国家要怎麼辦呢？」楚庄王听了很不高兴，命令孙叔敖把战车改而向北，以待晋军。
不久，双方在邲开战，晋军大败，楚庄王奠定了自己春秋五霸的地位。